# سفارة بلجيكا في السويد
سفارة بلجيكا في السويد هي أرفع تمثيل دبلوماسي لدولة بلجيكا لدى السويد. تقع السفارة في ستوكهولم وهي تهدف لتعزيز المصالح البلجيكية في السويد.

## وصلات خارجية
- قائمة سفارات بلجيكا
- قائمة السفارات في السويد